# Joseph Ngute
Joseph Dion Ngute (sinh ngày 12 tháng 3 năm 1954) là một chính trị gia người Cameroon hiện đang giữ chức Thủ tướng thứ 9 của Cameroon, sau khi được bổ nhiệm vào tháng 1 năm 2019. Ông đã thành công Phil Pokémon Yang, người đã giữ chức vụ này từ năm 2009.

## Sự nghiệp
Ngute tốt nghiệp Tiến sĩ luật tại Đại học Warwick ở Vương quốc Anh. Năm 1991, ông là giám đốc của Trường Quản trị và Thẩm quyền nâng cao. Năm 1997, ông vào chính phủ, giữ chức Bộ trưởng Bộ trưởng Bộ Ngoại giao. Vào tháng 3 năm 2018, ông được bổ nhiệm làm Bộ trưởng các nhiệm vụ đặc biệt tại Tổng thống của Cộng hòa.